# Radiometrie
Radiometria reprezintă un set de tehnici de măsurare a radiației electromagnetice, inclusiv a luminii vizibile. Tehnicile radiometrice din domeniul opticii caracterizează distribuția puterii radiației în spațiu, spre deosebire de tehnicile fotometrice, care caracterizează interacțiunea luminii cu ochiul uman. Diferența fundamentală dintre radiometrie și fotometrie este că radiometria oferă întregul spectru de radiații optice, în timp ce fotometria se limitează la spectrul vizibil. Radiometria este diferită de tehnicile cuantice, cum ar fi numărarea fotonilor.